# Bacchus-zaak
De Bacchus-zaak was een rechtszaak naar aanleiding van een dodelijke schietpartij in het Gorinchemse café Bacchus in de vroege ochtend van 10 januari 1999, waarbij twee meisjes omkwamen.

## Slachtoffers
Froukje Schuitmaker (zeventien jaar oud) en Marianne Roza (achttien jaar oud) bezochten op zaterdag 9 januari 1999 café Bacchus aan de Kerksteeg in Gorinchem. Om half twee 's nachts besloten ze hun jassen op te halen in de garderobe. Terwijl ze wachtten op hun jassen werden de meisjes geraakt door kogels uit een pistool van iemand die buiten stond. Hij schoot twaalf kogels door de gesloten deur.
Roza overleed ter plekke. Schuitmaker werd naar het Academisch Ziekenhuis Utrecht vervoerd, waar ze werd geopereerd aan een hoofdwond. Ze overleed op 11 januari 1999 zonder te zijn bijgekomen uit een coma. Behalve Schuitmaker en Roza werd een derde meisje geraakt, de achttienjarige Inge van Boxtel, dat ernstig gewond raakte.

## Daders
Drie personen werden enkele uren na de schietpartij gearresteerd; twee broers (Fuat en Zaim) uit Gorinchem (30 en 34 jaar oud) en hun 26-jarige zwager en neef uit Leiderdorp. Zij hadden eerder op de avond onenigheid gehad met het personeel van Bacchus en waren het café uitgezet. Op 14 januari viel de politie een Turks theehuis in Gorinchem binnen en arresteerde nog eens drie personen op verdenking van betrokkenheid. Deze werden later weer vrijgelaten. Op 15 januari vond de politie in de woning van een van de verdachten het moordwapen.
De drie hoofdverdachten hadden allen een crimineel verleden. Twee van hen zaten in een proeftijd wegens een eerder geweldsdelict. De oudste broer was eigenaar van een coffeeshop in Gorinchem. De jongste broer (Fuat) verklaarde aanvankelijk dat hij de schutter was, maar trok dat later weer in. Hij zou tijdens het verhoor onder druk zijn gezet. Kennissen van de man beweerden dat hij de schuld op zich wilde nemen voor zijn oudere broer (Zaim). Volgens advocaat Paul Bovens, die de jongste broer bijstond, maakte het feit dat er geen kruitresten op zijn kleding waren gevonden het onwaarschijnlijk dat de jongste broer de dader was. De oudste broer en de zwager ontkenden hun aandeel en beriepen zich tijdens de verhoren op het zwijgrecht.
Ondanks dat niet duidelijk werd wie de fatale schoten had gelost, achtte de officier van justitie de twee broers even schuldig en eiste tegen beiden twintig jaar cel. De broers werden op 3 augustus 1999 veroordeeld tot zestien jaar cel wegens dubbele doodslag en poging tot doodslag op Van Boxtel. Hun zwager kreeg negen maanden opgelegd voor openlijke geweldpleging, omdat hij had geschopt en geslagen tegen de deur van Bacchus. In hoger beroep werden de broers op 29 maart 2000 opnieuw veroordeeld tot zestien jaar cel, na een eis van twintig jaar. De advocaten kondigden hierop aan in cassatie te gaan. Op 7 mei 2001 sprak de Hoge Raad der Nederlanden uit dat er geen reden was de veroordelingen te vernietigen, aangezien bewezen was dat een van de broers de fatale schoten moet hebben gelost.

## Herdenking
Op 16 januari 1999 werd er in Gorinchem een stille tocht gehouden waaraan meer dan 20.000 mensen deelnamen. Op 10 januari 2009, precies tien jaar na de gebeurtenis, vond er in Gorinchem opnieuw een herdenkingsbijeenkomst voor Schuitmaker en Roza plaats.